# Sinterel
Sinterel - Società Italiana Interconnessioni Elettriche S.p.A. è stata  un'azienda italiana che operava nel settore dell'energia elettrica, costruendo e gestendo elettrodotti.

## Storia
Nasce il 9 febbraio 1962 con sede a Napoli e 10 milioni di lire di capitale sociale, diviso tra Agip Nucleare (Eni) e Intelalt (IRI-Finelettrica), per la costruzione e la gestione dell'elettrodotto Roma-Latina-Garigliano e la gestione dell'elettrodotto Roma-Napoli. Subentrata nel 1963 SNAM a Agip Nucleare, nel 1966 sposta la sede sociale a Roma e nel 1967 viene fusa in Finsider.